# Fossbergom
Fossbergom è un villaggio della Norvegia, situato nella municipalità di Lom, nella contea di Innlandet.